# Eduard Wirths
Eduard Wirths, född 4 september 1909 i Würzburg, död 4 september 1945 i Staumühle, var en tysk SS-läkare och Sturmbannführer. Han var SS:s chefsläkare (SS-Standortarzt) i koncentrations- och förintelselägret Auschwitz från september 1942 till januari 1945. Bland hans underordnade återfanns Carl Clauberg, Josef Mengele, Hans Münch och Horst Schumann.
I Auschwitz utförde Wirths bland annat gynekologiska och tyfusrelaterade experiment på lägerfångar. I andra världskrigets slutskede greps Wirths av de allierade. Han hängde sig i interneringslägret i Staumühle.
Eduard Wirths förekommer i Jonathan Littells historiska roman De välvilliga.